# District de Panipat
Le district dePanipat  (hindi : पानीपत जिला)  est un district  de l'état de l'Haryana  en Inde.

## Description
Au recensement de 2011, sa population compte 1 205 437 habitants pour une superficie de 1 268 km2.
Son chef-lieu est la ville de Panipat. 